# São João de Lourosa
São João de Lourosa is een plaats (freguesia) in de Portugese gemeente Viseu en telt 4316 inwoners (2001).